# Canthidium miscellum
Canthidium miscellum är en skalbaggsart som beskrevs av Edgar von Harold 1883. Canthidium miscellum ingår i släktet Canthidium och familjen bladhorningar. Inga underarter finns listade.